# لوكا أندروناتش
لوكا كريستيان أندروناتش (مواليد 26 يوليو 2003) لاعب كرة قدم روماني محترف يلعب كجناح في فريق Liga I فريق Farul Constanța.